# 公众报 (葡萄牙)
《公众报》（葡萄牙語發音：[ˈpu.βli.ku]）是在葡萄牙里斯本发行的一份葡萄牙语全国性日报。

## 历史和简介
公众报于1990年3月5日首次出版。该报纸由葡萄牙Sonae集团创立，并由Sonae集团所有。1992年，意大利媒体公司 Repubblica International Holding SA，即Gruppo Editoriale L'Espresso的子公司，收购了该报16.75%的股份。
公众报以小报形式出版，总部设在里斯本。该报纸被称为法国学派的出版物，大量文本，少量插图。第一任主编是维森特·若热·席尔瓦（Vicente Jorge Silva），他曾是Expresso的副主编。若泽·曼努埃尔·费尔南德斯（José Manuel Fernandes）也曾担任过该报的主编。自2009年起，芭芭拉·雷斯（Bárbara Reis）担任主编。
公众报在1995年开始发行网络版。它的在线版本免费，除了图片，几乎包含了印刷版中的所有文章。2005年，网站从完全免费访问改为订阅模式。2006年，当日版的HTML版再次免费，而其他内容，如PDF版（仅限订阅者）、高级HTML版、往期版本等，仍需注册订阅。公众报在线版被评为2013年欧洲年度在线媒体。

## 发行
2003年报纸的发行量为5万8千份，成为葡萄牙全国第四大畅销报纸。
2005年，该报纸的发行量为46,111份。
2006年发行量为41,706份。
2007年，它是葡萄牙第四大畅销报纸，发行量达42,000份。
2008年的发行量为42,527份。
2009年和2010年的发行量为38,229份和35,137份。
2011年发行量为33,159份。
2013年9月至10月期间的发行量为28,360份。

## 品牌
- P2
- Ípsilon
- Fugas
- P3
- Ímpar
- Guia do Lazer
- Inimigo Público
- Cinecartaz